# Parascolopsis capitinis
Parascolopsis capitinis är en fiskart som beskrevs av Russell, 1996. Parascolopsis capitinis ingår i släktet Parascolopsis och familjen Nemipteridae. Inga underarter finns listade i Catalogue of Life.